# Florencia (Kolumbien)
Florencia ist die Hauptstadt und eine Gemeinde (municipio) im kolumbianischen Departamento Caquetá. Florencia ist die zweitgrößte kolumbianische Stadt östlich der Anden, nach Villavicencio, der Hauptstadt des Departamentos Meta.

## Geographie
Das Stadtgebiet liegt am Ostrand der Ostkordillere der Anden auf einer Höhe von 242 Metern und grenzt an das Amazonasbecken. Florencia wird deshalb in Kolumbien auch häufig das „Tor zum Amazonas“ genannt.
Durch das Stadtgebiet verläuft der Río Hacha, der für die häufig wiederkehrenden, schweren Überschwemmungen verantwortlich ist. So ist das Abwasserleitungsnetz dringend sanierungsbedürftig, die Armutsquote ist deutlich höher als im kolumbianischen Durchschnitt.
Das Gemeindegebiet hat eine Gesamtausdehnung von 2292 km², von denen 2277 km² auf den ländlichen und 14,56 km² auf den städtischen Teil der Gemeinde entfallen. Florencia hat eine Jahresdurchschnittstemperatur von 27 °C. Die Gemeinde grenzt im Nordwesten an Suaza, Guadalupe und Garzón im Departamento del Huila, im Osten an La Montañita, im Süden an Milán und Morelia und im Südwesten an Belén de los Andaquíes.

## Bevölkerung
Die Gemeinde Florencia hat 184.510 Einwohner, von denen 163.082 im städtischen Teil (cabecera municipal) der Gemeinde leben (Stand: 2019).

## Geschichte
Florencia, gegründet 1902 und älteste Stadt im Departamento Caquetá, besitzt wenig historische Bausubstanz. In der ehemaligen Kautschukbörse, dem Curiplaya-Haus, ist heute das regionale Kulturzentrum untergebracht.

## Wirtschaft
Die Industrialisierung steckt in den Kinderschuhen. Die Firma Nestlé unterhält in Florencia eine Pasteurisierungsanlage für Milch; nahezu der einzige moderne Betrieb in der Stadt. Zahlreiche Staatsbetriebe sorgen für die größte Anzahl qualifizierter Arbeitsplätze, private Investitionen fehlen beinahe vollständig.

## Verkehr
Florencia ist über den Flughafen Florencia angebunden und mit dem Straßennetz Kolumbiens durch eine asphaltierte Straße über den Kamm der Ostkordillere nach Neiva, der Hauptstadt des Departamentos Huila, verbunden.
|                       | Jan  | Feb  | Mär  | Apr  | Mai  | Jun  | Jul  | Aug  | Sep  | Okt  | Nov  | Dez  |   |      |
| Mittl. Tagesmax. (°C) | 32,6 | 31,9 | 31,0 | 30,2 | 29,8 | 29,0 | 28,6 | 29,9 | 30,7 | 31,1 | 31,4 | 32,1 | ⌀ | 30,7 |
| Mittl. Tagesmin. (°C) | 21,7 | 21,8 | 21,8 | 21,6 | 21,6 | 21,2 | 20,6 | 20,8 | 21,2 | 21,6 | 21,8 | 21,8 | ⌀ | 21,5 |
|                       |      |      |      |      |      |      |      |      |      |      |      |      |   |      |
| Niederschlag (mm)     | 104  | 189  | 182  | 391  | 467  | 495  | 449  | 347  | 308  | 298  | 236  | 133  | Σ | 3599 |
|                       |      |      |      |      |      |      |      |      |      |      |      |      |   |      |
| Regentage (d)         | 11   | 14   | 20   | 23   | 26   | 26   | 24   | 23   | 21   | 21   | 19   | 14   | Σ | 242  |

| 21,7 |

| 21,8 |

| 21,8 |

| 21,6 |

| 21,6 |

| 21,2 |

| 20,6 |

| 20,8 |

| 21,2 |

| 21,6 |

| 21,8 |

| 21,8 |

| 21,7 |

| 21,8 |

| 21,8 |

| 21,6 |

| 21,6 |

| 21,2 |

| 20,6 |

| 20,8 |

| 21,2 |

| 21,6 |

| 21,8 |

| 21,8 |

## Persönlichkeiten
- Mayra Gaviria (* 1997), Hammerwerferin
- Gabriela Bolle (* 2000), BMX-Rennfahrerin